# Siège de Vesoul (1360)
Pour les articles homonymes, voir Sièges de Vesoul.
Guerre de Cent Ans
Le siège de Vesoul de 1360 est une opération militaire menée en 1360 par les Grandes compagnies (ou Routiers) au cours de la guerre de Cent Ans sur la ville de Vesoul, dans le comté de Bourgogne (Franche-Comté).

## Contexte
Au XIVe siècle, Vesoul est composé d'un château fortifié du nom de Castrum Vesulium, situé sur le sommet et les coteaux de la Motte ainsi que d'un bourg. Des habitations se sont développées à l'intérieur des murailles du château et c'est ainsi qu'une petite cité s'est établie sur la colline. À la suite du traité de Brétigny conclu le 8 mai 1360, les Grandes compagnies débarquèrent dans le bailliage d'Amont, territoire correspondant approximativement actuellement au département de la Haute-Saône. Ils brulèrent l'abbaye de Cherlieu ainsi que l'abbaye de Clairefontaine, puis se dirigèrent vers Vesoul.

## Déroulement
En juillet 1360, ils arrivèrent aux portes de la ville depuis l'ouest après avoir conquis le village de Chariez sur leurs passages. Ils assiégèrent et pillèrent le bourg de Vesoul. La ville était sans défense car le duc-comte de Bourgogne, Philippe Ier de Bourgogne avait ordonné, quelque temps auparavant, au bailli d'Amont, Jean de Cusance, de retirer les armées protégeant la cité. Les habitants se défendirent mais se firent massacrer sur le rempart proche de Pusey. Finalement, les Routiers brûlèrent les habitations et les fortifications du château de Vesoul et tuèrent une part importante de la population. Des otages furent capturés et livrés au roi d'Angleterre,.
Des écrits rapportent que des défenseurs de la ville se sont battus avec un grand courage. Beaucoup d'entre eux se sont réfugiés dans la tour située à l'angle de la rue du Lycée (actuelle rue Roger-Salengro) et combattirent vaillamment jusqu'au bout. Certains ont également été se réfugier au sein du château ; les Anglais dépourvus d'arsenal militaire ne pouvaient se rendre au sein de la fortification.

## Conséquences
Au sortir de ces événements tragiques, le seigneur Henri de Montfaucon-Montbéliard, gardien du comté de Bourgogne, imposa aux habitants de la cité d'engager une contribution financière dans le but de financer les réparations des fortifications. Le prieur du Marteroy n'accepta pas de payer cette somme et c'est ainsi que le bailli d'Amont l'obligea à payer une somme supplémentaires s'élevant à 50 francs. Thiébaud V de Neuchâtel-Bourgogne ordonna de reconstruire le plus rapidement possible la cité, afin de se préparer à un de nouveau siège de la part des Routiers en 1364. La préparation des Vésuliens pour le siège de 1364 leur permis de repousser les pillards. Plus tard leurs chefs furent capturés et jugés.